# Эти ужасные шляпы
«Эти ужасные шляпы» (англ. Those Awful Hats) — американский короткометражный комедийный фильм Дэвида Уорка Гриффита

## Сюжет
Действие фильма происходит в здании кинотеатра. Фильм рассказывает о проблемах со шляпами, которые заслоняют поле зрения посетителей кинотеатра.
Фильм использовался в качестве заставки перед началом сеанса и напоминает дамам, чтобы они убирали свои шляпы. Считается первой или одной из первых заставок перед началом сеанса.

## В ролях
| Актёр             | Роль |
| ----------------- | ---- |
| Линда Арвидсон    |      |
| Джон Р. Кампсон   |      |
| Флора Финч        |      |
| Джордж Гебхардт   |      |
| Роберт Херрон     |      |
| Анита Хендри      |      |
| Чарльз Инсли      |      |
| Артур В. Джонсон  |      |
| Флоренс Лоуренс   |      |
| Гертруда Робинсон |      |